# Julien Gracq
Julien Gracq es el seudónimo literario de Louis Poirier, (Saint-Florent-le-Vieil, Maine-et-Loire, 27 de julio de 1910 - Angers, 22 de diciembre de 2007) fue un escritor francés y profesor de historia y geografía. Inspirada por el romanticismo alemán y el surrealismo, la obra de Julien Gracq mezcla lo insólito con el simbolismo fantástico. 

## Trayectoria
Tras sus estudios universitarios se preparó en la Escuela Normal Superior (Promoción de 1930) con especialización en historia y geografía. También se licenció en Ciencias Políticas. Hizo carrera como profesor de secundaria en  Quimper, Nantes, Amiens y el Claude-Bernard de París. Estuvo afiliado durante dos años, 1937-1939, al Partido Comunista Francés, del que se separó tras la firma del pacto germano-soviético. Fue uno de los autores más discretos del paisaje literario francés, coherente con la idea de que el escritor debe estar en un segundo plano tras su obra. 
Estuvo muy próximo al surrealismo en sus inicios, pero sus contactos con el grupo fueron muy escasos, excepto con el jefe de filas, y su monografía André Breton (1948) es eco de esa experiencia fundamental. Dentro de sus afinidades con ellos estarían Novalis y Kleist, por un lado, así como Lautréamont y Rimbaud, por otro, que sin duda son "antepasados" suyos. Sus posiciones ante la novela coinciden en lo esencial con las de Breton, en cuanto a la negación de elementos de la novela convencional, si bien nada tiene que ver con el radicalismo de éste, y sus relatos son una especie de novela-ensoñación, que revelaría cierta tensión estimulada que daría origen a la acción.
Intentó publicar, en 1938, con la casa editorial Gallimard su primera novela, pero fue rechazada. Finalmente publicó En el castillo de Argol con el editor José Corti, quién será desde entonces su editor. Era una versión maléfica del Parsifal, "un gran pastiche de novela gótica bajo los auspicios del surrealismo".
Descubrió en 1943 En los acantilados de mármol, obra significativa de Ernst Jünger, y le resultó una revelación. Cabe encontrar ciertas similitudes de estilo y temática con la que es su obra más célebre: El mar de las Sirtes, pero Gracq nada tiene que ver con Jünger, no solo por sus posiciones ideológicas, tan opuestas, sino también por la calidad poética de su escritura, que contrasta con la sequedad contenida del alemán.
Publicó en 1950, en la revista Empédocle, un opúsculo sobre la situación de la literatura y sobre los premios literarios. Al año siguiente, rechazó el Premio Goncourt concedido a su novela El mar de las Sirtes provocando un escándalo mediático.
A partir de los 60 publica varios textos de crítica literaria (Preferencias; Letrinas I; Letrinas II; Leyendo escribiendo) donde se muestra su gran cultura y agudeza estilística.

«¡Tantas manos para transformar el mundo y tan pocas miradas para contemplarlo!»
Julien Gracq, Letrinas I

En 2011, se publicó Manuscrits de guerre, manuscrito que narra una experiencia de guerra en 1940. El libro muestra que Gracq, en contra de lo que se decía, construyó su literatura a partir de ciertos sucesos vividos muy reelaborados.
Toda su obra ha sido editada en París por Corti.

## Obra
- Au château d'Argol, (1938). Tr.: En el castillo de Argol, Nuevas Ediciones de Bolsillo, 2006 ISBN 978-84-9793-648-4, novela.
- Un beau ténébreux (1945) novela.
- Liberté grande (1946). Tr.: Libertad grande, Seyer, ISBN 978-84-86975-24-1, poemas.
- André Breton (1948), ensayos.
- El rey pescador (1948), teatro.
- La literatura como bluff (1950) Nortesur, 2009, ISBN 978-84-936834-6-7, crítica.
- El mar de las Sirtes (1951), Nuevas Ediciones de Bolsillo, 2006 ISBN 978-84-9793-647-7 novela; premio Goncourt, rechazado por el autor.
- Los ojos del bosque (1958), Nuevas Ediciones de Bolsillo, 2006 ISBN 978-84-9793-966-9, novela.
- Preferencias (1961), ensayo.
- Lettrines I. Tr.: Apostillas I (1967), crítica.
- Le roi Cophetua (1970). Tr.: El rey Cophetua, Nocturna, 2010 ISBN 978-84-938013-0-4, novela.
- La presqu'île (1970). Tr.: La península, Nocturna, 2011 ISBN 978-84-939200-4-3, novela.
- Lettrines II (1974). Tr.: Apostillas II, crítica.
- Las aguas estrechas (1976),  Ardora, 2002  ISBN 978-84-88020-35-2, prosa.
- En lisant en écrivant (1980). Tr.: Leyendo escribiendo, Talleres de Escritura Creativa Fuentetaja, 2004 ISBN 978-84-95079-58-9, crítica.
- La forme d'une ville (1985). Tr.: La forma de una ciudad, descripción de Nantes.
- Autour des sept collines (1988). Tr.: Alrededor de las siete colinas, sobre Roma.
- Journal du grand chemin (1992). Tr.: Diario del gran camino.
- Entretiens (2002). Entrevistas.
- Manuscrits de guerre (2011).

## Sobre Gracq
- Yves Bridel, Julien Gracq et la dynamique de l'imaginaire, L'âge d'homme, 1981.
- VV. AA., Julien Gracq, Colloque, Angers, 1981.
- Julián Mateo Ballorca, Julien Gracq: una mitología cultural, Universidad de Valladolid. Secretariado de Publicaciones, 1984, ISBN 978-84-86192-19-8